# Пичугин, Алексей Владимирович
Алексе́й Влади́мирович Пичу́гин (25 июля 1962, Орехово-Зуево, Московская область, СССР) — бывший глава отдела внутренней экономической безопасности в нефтяной компании «ЮКОС». В 2007 году приговорён к пожизненному лишению свободы по обвинению в организации убийств и покушений. ЕСПЧ дважды констатировал, что в ходе судебных процессов по делам Пичугина в Мосгорсуде была нарушена статья 6 Европейской конвенции о праве на справедливое правосудие. Правозащитный центр «Мемориал» признал Алексея Пичугина политическим заключенным.

## Биография
В 1979 году окончил школу. Учился в Высшем командном училище МВД в Новосибирске. С 1983 года служил в Московской области, в воинских частях МВД.
В 1986 году поступил в школу КГБ СССР в Новосибирске. С 1987 года служил в Управлении военной контрразведки КГБ СССР, затем — ФСК. Уволился из ФСК в 1994 году в звании майора.
После увольнения из ФСК работал в службе безопасности банка «Менатеп». В 1998 году стал руководителем отдела внутренней экономической безопасности нефтяной компании ЮКОС — одного из подразделений Службы безопасности НК ЮКОС, которую на тот момент возглавлял Михаил Иосифович Шестопалов, бывший начальник Управления по борьбе с экономическими преступлениями ГУВД Москвы. Пичугин был начальником 4-го управления экономической безопасности ЮКОСа.

## Обвинения в совершении преступлений
В России Пичугин был признан виновным в организации следующих преступлений:
- убийство в июне 1998 года мэра Нефтеюганска В. А. Петухова[1];
- покушение в ноябре 1998 года на бывшего советника по общественным связям председателя совета директоров промышленно-финансового объединения «МЕНАТЕП» Михаила Ходорковского О. Н. Костину[2];
- покушения в 1998 и 1999 годах на главу австрийской нефтяной компании «East petroleum handelsgas GmbH» Евгения Рыбина и убийство его водителя[1];
- убийство в 2002 году тамбовского предпринимателя Сергея Горина и его супруги[2];
- убийство в январе 1998 года директора московской компании «Феникс» Валентины Корнеевой[1];
- нападение летом 1998 года на управляющего делами ЗАО «Роспром» Сергея Колесова[2].

21 января 1998 года директор московской компании ТОО «Торговая фирма „Феникс“» Валентина Корнеева была убита выстрелом в голову у дверей своей квартиры. Ранее Корнеева отказалась продать принадлежащее ей помещение структурам, подконтрольным МЕНАТЕПу.
Летом 1998 года был избит управляющий делами ЗАО «Роспром» Сергей Колесов.
26 июня 1998 года по дороге на работу из пистолета-пулемёта был расстрелян мэр Нефтеюганска В. А. Петухов. Убийство было совершено в день рождения Михаила Ходорковского. Вдова Петухова заявила, что причиной убийства могла быть «попытка проверить деятельность НК ЮКОС, вызванная налоговыми неплатежами». За месяц до убийства Петухов публично предупредил руководство ЮКОСа, что если налоги не поступят в бюджет, он добьётся отмены кредита, выделенного «Юганскнефтегазу» и ЮКОСу. 15 июня 1998 года Петухов объявил голодовку с требованием возбуждения уголовного дела по факту сокрытия налогов ЮКОСом.
В ноябре 1998 года у тамбурной двери, ведущей к квартире родителей бывшего советника по общественным связям председателя совета директоров промышленно-финансового объединения «МЕНАТЕП» Михаила Ходорковского Ольги Костиной, была взорвана бомба. В 2000 году за организацию взрыва у этой двери и другие преступления были приговорены к различным срокам лишения свободы четверо уроженцев Тамбова — Коровников, Попов, Кабанец и Эрбес. По словам Костиной, ещё в 1999 году у следствия были подозрения о связях её дела с МЕНАТЕПом. Причём сразу же после взрыва Костина заявила, что не имеет представления о том, кто мог быть заказчиком преступления. Через некоторое время она рассказала в интервью журналу «Огонёк», что во время работы в мэрии конфликтовала с пресс-секретарём мэрии Москвы Сергеем Цоем. После этих откровений ей пришлось покинуть и мэрию. Теперь Ольга Костина уверена, что за покушением стоял «ЮКОС». На вопрос, откуда она узнала о Пичугине, Ольга Костина ответила: от следователя Генпрокуратуры.
24 ноября 1998 года в  Москве было совершено покушение на главу австрийской нефтяной компании «East petroleum handelsgas GmbH» Евгения Рыбина. Преступник выстрелил в Рыбина из пистолета-пулемёта, когда тот вышел из дома первого вице-президента ЮКОС-EP Леонида Филимонова. Рыбин и Филимонов обсуждали состоявшиеся до этого безуспешные переговоры ЮКОСа с Рыбиным о возврате нескольких десятков миллионов долларов, которые в начале 1990-х годов были вложены компанией «Ист Петролеум» в развитие двух нефтяных месторождений, приватизированных ЮКОСом. 5 марта 1999 года на Рыбина было снова совершено покушение: в Московской области преступники расстреляли его автомобиль из автомата и гранатомёта, в результате чего погиб водитель Николай Федотов и два охранявших Рыбина сотрудника милиции. Рыбин обвинил в организации покушений руководство ЮКОСа.
В ноябре 2002 года были похищены тамбовский предприниматель Сергей Горин и его супруга, их тела так и не нашли.

## Дело Пичугина
До июня 2003 года дело об убийстве предпринимателя Сергея Горина и его супруги находилось в производстве Тамбовской прокуратуры. В июне 2003 года это дело истребовано Генпрокуратурой РФ.
19 июня 2003 года Пичугин был задержан.
26 июня 2003 года Генеральная прокуратура РФ предъявила Пичугину обвинение в убийстве Гориных. В августе 2003 года Пичугину было предъявлено обвинение в угрозе убийством предпринимателю Сергею Лобикову, а также покушениях на управделами «Роспрома» Сергея Колесова и на бывшего советника по общественным связям председателя совета директоров промышленно-финансового объединения «МЕНАТЕП» Михаила Ходорковского Ольгу Костину. Как утверждало следствие, Пичугин обратился к Горину с просьбой провести «акцию устрашения» по отношению к Костиной. У её квартиры была взорвана бомба, однако Костина не пострадала. Затем Горин якобы начал шантажировать Пичугина и требовать, чтобы тот устроил его супругу на высокооплачиваемую работу. После этого, по версии Генпрокуратуры, Пичугин и ликвидировал Гориных — они были похищены из своего дома, и найти их так и не удалось.
4 июня 2004 года уголовное дело в отношении Пичугина было передано в Московский городской суд. В ходе процесса эпизод с Лобиковым был снят за истечением срока давности.
30 марта 2005 года Мосгорсуд, на основании вердикта присяжных, приговорил Пичугина к 20 годам лишения свободы с отбыванием наказания в колонии строгого режима. Суд признал Пичугина виновным в том, что он по поручению совладельца ЮКОСа Леонида Невзлина организовал следующие преступления: убийство супругов Гориных, покушение на Ольгу Костину, избиение Сергея Колесова. 14 июля 2005 года Верховный суд России оставил в силе приговор Мосгорсуда. В деле убийства супругов Гориных помимо того, что не найдены их трупы, не были установлены ни исполнители, ни посредники преступления, а обвинение было построено на основании показаний одного из главных свидетелей обвинения, ранее осуждённого на пожизненное заключение Игоря Коровникова, якобы слышавшего от Горина, что ему угрожал Пичугин.
14 апреля 2005 года Генпрокуратура РФ предъявила Пичугину новое обвинение:
- в организации убийства мэра Нефтеюганска В. А. Петухова
- в организации убийства директора московской компании «Торговая фирма „Феникс“» Валентины Корнеевой
- в организации покушений в 1998 и в 1999 годах на главу австрийской нефтяной компании «Ист Петролеум» Евгения Рыбина.

В июле 2005 года расследование второго уголовного дела в отношении Пичугина было завершено. 6 марта 2006 года оно было передано в Мосгорсуд. 16 мая 2006 года суд начал рассмотрение дела по существу.
17 августа 2006 года Мосгорсуд приговорил Пичугина к 24 годам лишения свободы с отбыванием наказания в колонии строгого режима. Прокуратура обжаловала этот приговор в Верховном суде России, который 21 февраля 2007 года отменил приговор и направил дело на новое рассмотрение в Мосгорсуд.
6 августа 2007 года Мосгорсуд приговорил Пичугина к пожизненному заключению с отбыванием наказания в колонии особого режима. Суд признал Пичугина виновным в убийствах Корнеевой и Петухова, в покушениях на Рыбина, в убийстве Николая Федотова и ещё в трёх покушениях. 31 января 2008 года Верховный суд России оставил в силе этот приговор, отклонив кассационную жалобу адвокатов Пичугина. Пичугин был направлен для отбывания наказания в ИК-6 УФСИН России по Оренбургской области («Чёрный дельфин»).
21 апреля 2008 года на заседании Мосгорсуда по делу бывшего топ-менеджера компании «ЮКОС» Леонида Невзлина двое свидетелей обвинения по делу Пичугина Геннадий Цигельник и Евгений Решетников отказались от своих прежних показаний, заявив, что оговорили Невзлина и начальника отдела службы безопасности ЮКОСа Алексея Пичугина под давлением следствия в обмен на смягчение наказания. Решетников и Цигельник были признаны судом непосредственными исполнителями убийства Петухова и покушений на убийство Рыбина. Ещё на суде адвокаты Пичугина напоминали суду, что эти подсудимые неоднократно меняли показания во время следствия и до 2005 года не упоминали на допросах фамилий менеджеров ЮКОСа.
На тех же слушаниях в Мосгорсуде по эпизоду с Колесовым был допрошен бывший сотрудник милиции, который заявил, что при проверке инцидента им не было установлено связи с ЮКОСом и что впервые в его практике дело о телесных повреждениях затребовала Генпрокуратура.
Оба суда присяжных по делу Пичугина квалифицировали избиение Виктора Колесова в 1998-м году как «бандитское нападение», тем не менее Генпрокуратура при передаче «дела Невзлина» в суд сохранила формулировку следствия как «покушение на убийство». С этим в Мосгорсуде не согласился сам пострадавший Колесов, менеджер среднего звена в ЮКОСе, выразив недоумение в том, что организатором покушения на него является крупнейший акционер ЮКОСа: «Где он, а где я? У нас были разные ступени иерархической деятельности». По мнению Генпрокуратуры именно профессиональный рост Колесова мешал одному из совладельцев ЮКОСа, что якобы послужило причиной его физического устранения.
Европейский суд по правам человека в 2012 году усмотрел в разбирательстве по первому делу Пичугина нарушения статей 5 и 6 ЕКПЧ. Нарушениями были признаны недостаточно обоснованное избрание в качестве меры пресечения заключения под стражу, затягивание и незавершённость процесса обжалования избрания этой меры пресечения, а также рассмотрение дела судом в закрытом режиме, позволение судьи свидетелю обвинения Коровникову не отвечать на один из вопросов защитника, отвод судьей других вопросов защитника.
В 2015 году на прошение Пичугина о помиловании, адресованное в соответствии с Конституцией РФ президенту Путину, ответил отказом без указания причин  Юрий Берг, губернатор Оренбургской области (где Пичугин отбывает наказание).
В 2019 году Комитет министров Совета Европы, контролирующий исполнение государствами-членами Совета Европы постановлений Европейского суда по правам человека, призвал Российскую Федерацию как можно скорее принять меры для освобождения Пичугина и вновь отметил возможность, которую предоставляет процедура помилования.
В мае 2020 года Пичугин получил третий отказ в помиловании — от Комиссии по помилованию Оренбургской области. В тот же день Комитет министров Совета Европы выпустил резолюцию, констатирующую невыполнение российскими властями решений ЕСПЧ и призывающую российские власти принять индивидуальные меры, «необходимые для устранения последствий обвинительных приговоров» Пичугину и представить Комитету доклад о принятых мерах до 30 ноября 2020 года.

## Награды
Пичугин награждался за безупречную службу в органах МВД и ФСБ России.

## Семья
Алексей Пичугин разведён, имеет трёх сыновей, младшему из которых, Сергею, на момент ареста отца в 2003 году было пять лет. Трое внуков.
Мать — Алла Николаевна Пичугина (род. 1939). В октябре 2016 года обратилась к президенту РФ В. Путину с письмом о помиловании сына.

## Мнения о деле Пичугина
23 июня 2009 года специальный представитель Совета Европы Сабина Лойтхойзер-Шнарренбергер опубликовала доклад «Политически мотивированные судебные процессы в странах Европы», в котором уделила внимание делу Алексея Пичугина.
В декабре 2009 года председатель правительства России В. В. Путин заявил, что Пичугин совершал свои преступления в интересах и по указанию своих хозяев.
Игорь Сутягин утверждал, что к Пичугину применили сильнодействующее психотропное вещество на одном из допросов в Лефортово. По мнению Сутягина, такими веществами ФСБ добивалось ответов в пользу обвинения вопреки сознанию допрашиваемого. Об этом же через своих адвокатов заявлял сам Алексей Пичугин ещё в ходе следствия.
Журналистка Вера Васильева написала ряд книг об Алексее Пичугине. Она рассматривает его судьбу, как путь человека ставшего заложником в войне за контроль над нефтяными ресурсами, но сумевшего сохранить честь и достоинство. Её работа «Как судили Алексея Пичугина. Судебный репортаж» в 2006 году была номинирована на премию организации «Репортёры без границ» в рамках международного конкурса Best Of The Blogs — Deutsche Welle International Weblog Awards.
Актриса Наталья Фатеева выразила недоверие судебным решениям в отношении Пичугина.
Юлия Латынина считала, что «люди в окружении Путина» поверили свидетельствам, сфабрикованным врагами ЮКОСа против Алексея Пичугина, не нашли подтверждения, после чего решили засекретить судебный процесс, так как по логике, приписываемой Латыниной окружению Путина, «раз забрав, не выпустишь».
В книге бывшего менеджера компании «ЮКОС» Владимира Переверзина «Заложник: История менеджера ЮКОСа»:42 говорится, что из фигурантов дела ЮКОСа Пичугин пострадал больше всех. Кроме того, Переверзин, анализируя доказательную базу уголовных дел Пичугина, приходит к выводу о её несостоятельности:44-45.